# フェリシア (ヴァンパイア)
フェリシア (Felicia) は、カプコンの2D対戦型格闘ゲーム『ヴァンパイア』シリーズに登場する架空のキャラクター。

## 概要
初代『ヴァンパイア』（以下『初代』）から登場し、同作で初登場したモリガン・アーンスランドと並んでシリーズ最古かつ皆勤の女性キャラクター。
『ヴァンパイア』シリーズのキャラクターの中でも、モリガンに次いで数多くの外部作品への参戦・客演を果たしている。

## キャラクター設定

### 略歴
赤子の頃、アメリカのある田舎町の教会に捨てられていたところをシスター・ローズに拾われ、神の恵み (Felicity) から「フェリシア」と名付けられ、教会に併設されている孤児院で健やかに育つ。フェリシアはシスター・ローズを「MAMA」と呼び慕い、持ち前の天真爛漫さで周囲を幸せにさせるが、6歳の頃から自身に現れ始めた「変調」により、周囲から孤立していく。懸念したシスター・ローズはフェリシアを連れてその地を離れ、以後も変わらぬ愛情をフェリシアに注ぎ見守っていたが、やがて静かにこの世を去る。
それ以降は人目を忍んで孤独に暮らしていたが、そんな日々にウンザリしたフェリシアはテレビの向こうで催されるミュージカルを見て、これならば人間離れした自身もチャームポイントになり得ると可能性を見い出し、ミュージカルスターを志す。そのアピールの手段として悪者を倒して目立つことを考え、それ以上は深く考えることもなくダークストーカー同士の抗争に参加していく。
『ヴァンパイア ハンター』（以下『ハンター』）までのエンディングではミュージカルに出演する夢を叶え、デビュー作『この世は私のもの』で一役脚光を浴び、スターへの道を歩み出す。この舞台は大ヒットし、全世界の主要都市をめぐる『世界は私のもの』ワールドツアーも行われた。『ヴァンパイア セイヴァー』（以下『セイヴァー』）では、ミュージカルスターとして成功し、一変した生活環境で充実した日々を送るがふとした時、かつての自分のように孤独な人も未だ多くいることに思いを寄せ「どうすれば皆が幸せになれるのか？」と考える。その疑問も解けないまま、突如としてジェダ・ドーマによって彼の創り出した空間「魔次元」へ召喚される。当初は理由も判らず途方に暮れるが、「幸せは自分の手で掴み取る」というシスター・ローズの教えに従い、魔次元を進んでいく。ジェダが打倒されたことで魔界の魔物たちが魔界もろとも消滅する運命に立たされたことを思い嘆くリリスとの戦いを経て、新たな夢を抱きながら人間界へ帰還。エンディングにて、「MAMA」のように今度は自分が幸せをみんなに分け与えようと孤児院「ねこのこはうす」を創設し、歌って踊れるミュージカルシスターとして子供たちと暮らす。
『スーパーパズルファイターIIX』での勝利メッセージは『ハンター』時代の設定であるが、『ポケットファイター』での勝利メッセージはすでにミュージカルスターになった『セイヴァー』時代の設定となっている。

### 容姿と特色
『ヴァンパイア』シリーズの女性キャラクターの中でも優れたプロポーションの持ち主。全体的に筋肉質体型で、ウェーブの掛かった青い長髪に猫の耳と尾が生えており、手足は獣に近い形状をしている。上腕から手、太腿から下の脚部を覆うようにして白い体毛が生えている。胴体は独特の模様を描き、同じく白の体毛が生え揃っている。これらは自然な生え際のままであるため、基本的には全裸で出歩いているということになる。

### 人物像
天真爛漫、底抜けに明るい性格。シリーズを追う毎に精神年齢が幼い表現になった。通常は全裸だが、服を着ることもある。食事内容は人間と変わりないが、加工食品よりは生鮮食品を好む。ミュージカルスターとしては、老若男女を問わずに全世代にファンがいる。
日々の過ごし方は基本的に、「起床→食事→リハーサル→本番→お疲れ様→入浴→食事→お祈り→就寝」。

### キャットウーマン族
元々は魔界に生息していた種族だが、100年ほど前にデミトリ・マキシモフが魔王ベリオール（モリガンの養父）と戦った際、デミトリがベリオールによって自身の居城と魔界の一部諸共切り離されて人間界へ追放されると同時に、キャットウーマン族も巻き添えという形で意図せず人間界へ来てしまう。
人間にとってキャットウーマン族という亜人類の発覚は衝撃的だったが、外観がそれほど人間とかけ離れたものではないことや、何よりその愛らしさが幸いして大きく拒絶されず、アメリカでは「存在の容認・尊重を」という世論が大きくなり、やがて基本的人権を獲得するに至る。ただし、偏見が完全に消えたわけではなく、現在世界中に数百人程度散在しているキャットウーマン族の多くは、人目を避けるか人間に擬態しながら暮らしている。フェリシアのミュージカルも世間では見世物としての色合いが強かったが、一度そのステージを見た観客はフェリシアの快活なダンスと愛らしい歌声に魅了され、人間であるかどうかの問題など吹き飛んでしまう。
キャットウーマン族は通常の人間と変わらぬ姿で生まれ、4歳から10歳までの期間内に体毛・耳・尻尾などの変化が現れることにより判別可能となる。加齢は人間のそれとは異なり、実年齢の約半分が人間と相応の年齢である。フェリシアの実年齢は20代後半だが、キャットウーマンの年齢に換算すると14歳から15歳。人間よりも年のとり方が遅い。嗅覚は人間の数千倍であり、本能的に臭いで同族を判別できる。夜行性のため、昼間の太陽光は苦手。尻尾の根本は弱点となっており、握られた場合は力が抜ける。個体差はあるが擬態能力を備えており、キャットウーマンの特徴を隠して人間に化けられる。普通の猫への変身も可能であり、フェリシアの場合は子猫に変身できるが、その時間は5分程度が限界である。
種族名が示す通り男性は存在せず、キャットウーマンが人間の男性と結ばれたとしても生まれてくる子供は通常の人間のみであるため、現段階では同種の子孫を残すことは不可能。キャットウーマンと対を成すであろう種族が人間界の環境に適さない理由の存在が示唆されている。

### フェリシアのサポーター
EX必殺技「プリーズヘルプミー」発動の際に現れるキャットウーマンの仲間たち。下記はヴァンパイアシリーズにおける仲間で、『MvC2』版では駆けつけてくる仲間が一新されている。
グレイス
ポニーテールが特徴的な48歳。ユタ州生まれ。姉御肌で面倒見がいい。アルトの名付け親。仲間内では人間への変身能力に一番優れており、誰よりも長く化けていられる。
アルト
20歳。とある大富豪に珍しいペットとして飼われていたが脱走し、後に山中で暮らしていたところをグレイスに保護され、アルトと名付けられた。人見知りで恥ずかしがり屋。容姿はナナ / ミミに似ている。
「キティ・ザ・ヘルパー」発動時に現れフェリシアをサポートする。
ナナ / ミミ
能天気でお調子者の双子の姉妹。香港生まれの埼玉県育ち。乳児の頃に密売船に紛れて日本へ来訪し、理解ある老夫婦のもとで育てられる。
『セイヴァー』版「プリーズヘルプミー」においてキックボタンの組み合わせにより、発動直後に「放物線上の軌道で飛んで近くへ落ちる」「遠くへ飛ぶ」のパターンで最初に来る。
容姿はアルトと共通だが、双方とも髪の先端に赤いリボンを結んでいる。
ノンノ
ナナ宅の近所の裏山で知り合った友達。ボールの中に隠れて遊ぶことが好き。
勝利ポーズの1つではボールの中から現れて腰振りダンスをする。出身地、年齢共に不明。
ルーシー
バンダナが特徴的な36歳。バージニア州出身。旅芸人一座で働いていたが、数少ない人間の理解者が病没した後、座を離れる。放浪していたところをフェリシアたちと出会う。皮肉屋でやや人間不信。腕力は仲間内で最強。
『ハンター』版のプリーズヘルプミーの発動直後に駆けつけてくる。
ピコ
三つ編みで小柄な少女。サポーターの中では最年少の14歳で好奇心旺盛。ミネソタ州出身。孤児院に居たが、フェリシアの舞台を見て行動を共にするようになった。キャットウーマンであることはその後に判明。
『セイヴァー』版「プリーズヘルプミー」においてキックボタンの組み合わせにより「直線状に突進」のパターンで最初に来る。

### 他キャラクターとの関係
『セイヴァー』のCPU戦で乱入戦時の対戦相手となるモリガンに「どう? 元気にしてた? 子ネコちゃん」「久しぶりに、あたしと遊びましょ」と呼ばれている。気さくに接せられている一方、フェリシア本人は露骨に嫌う態度を示している。また、最終ボス戦として登場するリリスとは、設定上の接点はないが、魔界の消滅を嘆くリリスと、明るく前向きな彼女の姿勢が対比されている。
『CAPCOM FIGHTING Jam』（以下『CFJ』）のエンディングでは、多くのカプコン女性キャラクターたちと共にミュージカルを公演している。
『NAMCO x CAPCOM』では、『鉄拳』のキャラクターであるキング(『3』で登場した2代目)とペアを組んでおり、同作のペアユニット中では唯一カプコンとナムコのキャラクターのタッグとなっている。なお、この作品ではすでにミュージカルスターとしての地位を確立している。また、本作ではナムコのアクションゲーム『ワンダーモモ』の主人公・神田桃と同業者として互いに認知し合っており、日本で競演する予定で来日している。
また、同シリーズ出身仲間であるレイレイとも顔見知りで相手から「フェリシアちゃん」と気さくな呼ばれ方をしている他、モリガンからはセイヴァー本編の乱入戦時同様に「久しぶりね子ネコちゃん」と呼ばれており、どちらとも敵対的関係にはない模様。しかし作中でのモリガンとの初顔合わせの際にはレイレイと共に露骨に嫌な顔をして「ロクなことがないから会いたくなかった」と言いきっている。

## ゲーム上の特徴
猫をモチーフとした野性的な動作による攻撃と軽快かつ素早い身のこなしを特徴とし、手数の多さと動きの速さを活かした接近戦を旨とするスピード型のキャラクター。突出した部分こそないが基本性能は全体的に高く、あらゆる相手と互角以上に渡り合うことが可能。基本的にトリッキーで癖のあるキャラクターが多い本シリーズにおいては癖が少なく初心者にも扱いやすい。
カプコンに登場するキャラクターでは唯一、EX必殺技に用いる自分のゲージを溜める技をデフォルトで有している。その他にも、同じキャットウーマンの少女を呼び出し追撃を加えさせるダークフォース「キティ・ザ・ヘルパー」、同種族の多くの仲間を呼んで皆で一斉に攻撃させるEX必殺技「プリーズヘルプミー」などの特異な攻撃も存在する。

## 技の解説

### 通常技
作品によって若干差異はあるが、ここでは『ヴァンパイア』シリーズでの技名称を掲載。なおジャンプ状態の垂斜の区別はない。
| 操作     | 立ち（近距離）   | 立ち（遠距離）     | しゃがみ             | ジャンプ             |
| -------- | ---------------- | ------------------ | -------------------- | -------------------- |
| 弱パンチ | フェイスバッシュ | プチテイル         | キャットプレイ       | ホッパーネイル       |
| 中パンチ | ヘッドスナッチ   | フラットネイル     | キャットパット       | デュアルネイル       |
| 強パンチ | ライジングタビー | スプリットネイル   | ネイルビロウ         | ポップンレイク       |
| 弱キック | キャットロー     | チークプロッド     | タイニープッシュ     | フライングポー       |
| 中キック | キャッニー       | ボディスラスト     | ラブフラッター       | トンボイヒール       |
| 強キック | キャットハイ     | プシーストラッシュ | キューティーエリプス | チャーミーストレッチ |

### 特殊技
ショートダッシュ
前方ダッシュ中に進行方向の逆方向にレバー入力することで、ダッシュを中断し移動距離を短くできる。
三角跳び
画面端の壁を蹴って2段ジャンプのように跳べる。
ウォールクラッチ
『セイヴァー』以降から追加。画面端の壁に一定時間張り付ける。一定時間を過ぎると徐々に下がっていき、自動的に前方へジャンプして解除される。
ヘッドライド
『セイヴァー』以降から追加。立ち状態の相手の頭の上に乗る。ただし、相手が何かしらの操作をするとこの状態は解除される。相手の必殺技を強制的に解除させる効果がある。
キャットクリンチ
『セイヴァー』以降から追加。相手に抱きつき、すぐに離れて距離をとる。投げ技扱いの挑発技。
EXチャージ
『セイヴァー』以降から追加。猫が威嚇するようなポーズで、EXゲージを溜める。発動時からボタンを押し続けることで、ボタンを離すまでずっと溜め続けられる。
『頂上決戦 最強ファイターズ SNK VS. CAPCOM』では、カウンタースタイルのパワー溜めの動作として使用されている。
ミートボールプッシュ
『ポケットファイター』でのダッシュパンチ。手を巨大化させて殴る。
ロックスライディング
『ポケットファイター』でのダッシュキック。ロックマン風の格好に変身してスライディング蹴りをする。

### 投げ技
パニックネイル
相手に飛び掛かって体にしがみつき乗り、何度も爪で引っかく。
ダンブルキャット
つかんだ後、相手ごと前転するような形で一回転し、足で少し離れた位置に蹴り飛ばす。技後の追い打ちは相手の動き次第。
フリップキャット
空中投げ。掴んだ後、空中で一回転し相手を放り投げる。『セイヴァー』では技後に「トイタッチ」が入る。

### 必殺技
サンドスプラッシュ
『初代』『ハンター』および『MARVEL VS CAPCOM 2』（以下『MvC2』）、『CFJ』、『MARVEL VS. CAPCOM 3』（以下『MvC3』）で使用する技。地面を蹴って光の飛沫を相手に噴き掛ける射程の短めな飛び道具である。初代と『ハンター』ではガードキャンセルに対応しており、相手の飛び道具を消す効果がある。『ポケットファイター』ではレベルアップ対応必殺技（赤）で、LVの上昇と共に攻撃範囲が広がり攻撃回数も1、3、5ヒットに変化する。
ES版は、飛沫のヒット数が初代は2、『ハンター』では最大で5ヒットまで増加する。通常、ESともに、フェリシア本体が攻撃を受けると飛沫は消滅する。
『MvC3』ではタメコマンドに変更されている。
ローリングバックラー
相手に向かって回転しながら突進する。突進中は食らい判定が極端に低くなる。この突進は空中ガードを無効化し、発動後にパンチボタンを押すことで斜め上方に飛び上がる追加攻撃を行う。この攻撃は対空攻撃に使えなくも無いが、空中ガードで防がれる。突進の最終ヒットの瞬間までにパンチボタンを押さなければ追加攻撃が発動しない。追撃を出さない場合は、後方に跳ね返って着地する。初代では突進前に必ず1回バウンドし、弱中強のボタンの強さに応じて、突進時のヒット数が1 - 3ヒットに変化する。『ハンター』以降は、ボタンによって突進時の速度が変わるが、突進そのものは1ヒットのみ。追撃時のヒット数は、初代では弱と中が1ヒット、強が2ヒット。『ハンター』以降では追撃時のヒット数は常に2ヒット。『ポケットファイター』ではレベルアップ対応必殺技（黄）で、LV3は追撃のアッパーの後にさらに追加入力をすることにより「ローリングスクラッチ」のモーションで攻撃を行う。
ES版は敵に当たっても跳ね返らなくなり、初代では突進と追撃を合わせ7ヒットになる。『ハンター』以降では突進時の攻撃回数が1回増え、全体の攻撃回数が最大4ヒットに増える。
ローリングスクラッチ
『ハンター』までの技。進行方向に向かって丸くなってバウンドしながら進んで相手に体当たりする。バウンドがヒットした後にパンチボタンを連打することで下方向への追加攻撃を行い、最大3ヒットする。初代は常に2回バウンドし、弱中強で突進時のヒット数が1から3ヒットまで変わる。『ハンター』では、バウンドの回数が弱中強でそれぞれ1回/2回/3回へと変わり、ヒット数の上限はそれぞれ3回 / 4回 / 5回。『ポケットファイター』では2回バウンドし、追加攻撃を行うと5ヒットになる。
ES版は敵に当たっても跳ね返らなくなり、突進と追加攻撃のヒット数が4に増える。
デルタキック
直上に蹴り上げるように飛び上がり、斜め下に向かって2連蹴りを繰り出す。直上に飛び上がる際にも当たり判定が存在している。初代では最初の蹴り上げの攻撃位置が弱中強により変わるため、背の低い相手には中や強の出際がヒットしない。弱中強により上昇時の高さが変わり、高いほど遠くへ飛ぶ。『セイヴァー』と『CFJ』ではガードキャンセルに対応。なお、ガードキャンセルで出した時の性能は通常版とは僅かに異なり、ガードキャンセル版の方が威力が低く、ES版の性能も変化する（後述）。『ポケットファイター』ではレベルアップ対応必殺技（青）で、LV2以降はキックを追加入力することで蹴り上げが追加される（LV3は2回まで可能）。ただし、高く飛び上がるため連続ヒットにはならない。
ES版は、初代では威力の上がった蹴り上げと2連蹴りで、攻撃判定も大きくなる。『ハンター』以降は攻撃のヒット数が変わっており、最大で7ヒットする。『セイヴァー』以降のガードキャンセルで出したES版は、通常時のES版より威力が低い代わりに、出際の攻撃である蹴り上げが空中ガード不可となり、ヒット効果ものけぞりではなくダウンとなる。
ヘルキャット
地面に対して体が水平になるようにして相手の体にしがみつき、相手の体を軸に螺旋状に回転しながら引っ掻くコマンド投げ。技後の追い打ちは、『セイヴァー』にて手前に倒れた場合はトイタッチによる追撃が確実。
ES版は、回転数が増える分威力も上がる。
キャットスパイク
『セイヴァー』から追加された必殺技。赤い手毬程度のサイズのボール（攻撃判定無し）が発射され、それを追いかけるように引っ掻く。弱中強により、移動距離が変わる。技自体のダメージが大きい。弱は攻撃発生が早く、弱攻撃キャンセルでも連続技になる。中と強は、ボールを追いけるようにして飛んで行き、その落下中に攻撃する。
ES版は「猫パンチ」と叫びながら上へ飛び、バレーのスパイクのように相手にぶつける。通常版とは違ってボールにも攻撃判定があり、ボールとパンチとが両方当たった場合は2ヒットし、その際のダメージは非常に大きい。
ロンパーキャット
『ハンター』以降から追加された、『ヴァンパイア』のシステムのダウン時追撃技。体を丸めて相手の上に乗ってダメージを与える。相手や状況によっては、攻撃が絶対に空振りすることがある。
ES版は相手の上に乗った後そのまま連続で引っかき、ヒット数が7にまで増える。
トイタッチ
『セイヴァー』以降から新たに追加された近距離用のダウン追撃技。その場で猫がじゃれるようにして、地面の相手を引っかく。タイミングが難しく当て難いが、ロンパーキャットより発生が早く威力も若干高いため、「ロンパーキャット」では間に合わない攻撃や追い打ちが出せない攻撃に対しても追撃が可能。
ES版は引っかく回数が4ヒットに増加するが、発生が通常版より遅くなる。
ヒステリックスター
『ポケットファイター』での必殺技。『ストリートファイター』シリーズのブランカの「エレクトリックサンダー」のように放電する。
スピンスナップキック
『ポケットファイター』での特殊動作。コマンド投げ。投げ技の「ダンブルキャット」のように、相手と前転した後、真上に蹴り上げる。
グルーミーリック
『ポケットファイター』での特殊動作。コマンド投げ。相手をつかんで連続で舐める。ボタン連射でヒット数が増加する。
ガモスクリュー
『ポケットファイター』での特殊動作。コマンド投げ。『スターグラディエイター』のガモフの着ぐるみに変身し、ガモフと同じ技「ガモスクリュー」を決める。

### EX必殺技（超必殺技）
ダンシングフラッシュ
一瞬身構えた後、回転しながら相手に突進、当たった相手に10ヒットの連続攻撃を決める。出際に全身無敵時間がある。『初代』、『ハンター』、『セイヴァー』以降でそれぞれコマンドが異なる。突進速度は非常に速く、「ローリングバックラー」同様、突進中は食らい判定が極端に低くなる。突進をガードされると連続攻撃が発動せず、小さく跳ね返って間合いがあまり離れず、隙ができる。だがそれを差し引いても技の性能は非常に高い。『セイヴァー2』『ハンター2』のダークフォース中は、技の最後に「ESキャットスパイク」のネコパンチが追加される。
プリーズヘルプミー
仲間のキャットウーマンを呼んで対戦相手を攻撃させる。『ハンター』以降から追加された。
発動と同時に仲間のキャットウーマン1人が画面外からダッシュして相手に接近しヒットと同時に相手をロックした後、一斉突撃してきた残りの仲間たちと共に相手を袋叩きにしてから画面外に去っていく。
ヒット数は『ハンター』では34、『セイヴァー』では33と非常に多い。『ハンター』では「ルーシー」が最初に現れ、直線状に地面を走って相手に突進する。『セイヴァー』以降では「ナナ / ミミ」もしくは「ピコ」が現れ、キックボタンの組み合わせにより出現時の軌道が「ピコが地面を走って突進」「ナナ / ミミが放物線状に至近距離へ跳んで突進」「ナナ / ミミが放物線状に遠距離へ跳んで突進」の3通りに変化する（それぞれ「弱キック+中キック」「弱キック+強キック」「中キック+強キック」）。
仲間は飛び道具判定となるため相手の攻撃は一切受けないが、ヒットする前にフェリシア本体が攻撃を受けると攻撃判定が消失し、技は不発に終わる。技の発動直後から硬直が発生し、技のヒット時・不発時共に仲間が画面外に出るまで硬直状態が続く。このためヒット後の追撃は不可能で、攻撃をガードないし回避された際は相手との間合い次第で大きな隙ができる。また、技の不発後に仲間が立ち去る際の軌道にも違いがあり、『ハンター』ではそのまま画面の反対側へ走り去っていくのに対し、『セイヴァー』以降では不発と同時にUターンして元来た方向へ戻っていくため、相手との間合いが広い状態で技を失敗した際の隙が極端に大きくなる。
『PF』では、性能は『ハンター』準拠で発動時の仲間の挙動は『直線状に突進』のみ。また最初に来る仲間はルーシーではなく『セイヴァー』版の「中キック+強キック」「弱キック+強キック」と同様（設定上、ナナ / ミミなのかは不明）。
『MvC2』では、入力ボタンに関わらず相手をサーチして飛び、ガードされた際の隙は『セイヴァー』と同仕様。また、駆けつけてくる仲間たちのデザインがオリジナル版から一新されている。
『MvC3』ではLv3専用ハイパーコンボとして使用している。
こちらではオリジナル版同様に仲間が袋叩きにしている最中に残りの1人が画面外からダッシュで駆け付け、ジャンプしてボディアタックを食らわせる。
『NAMCO x CAPCOM』ではアーマーキングとのMA攻撃で、彼とキングの2人に攻撃させる。
キティ・ザ・ヘルパー
「アルト」を呼び出し、フェリシアの攻撃後に追撃させる。フェリシアの移動・攻撃に合わせ、時間差でアルトが移動・攻撃を行う。
ただしアルトの攻撃はボディプレスのみで、一発一発の間隔が長い分連続ヒットはしない。その代わりにフェリシア本体が攻撃を食らってもアルトの攻撃は中断されない。
『セイヴァー』ではダークフォース、『セイヴァー2』『ハンター2』ではEX必殺技、『MvC3』ではハイパーコンボになっている。
クレイジーフォーユー
『ポケットファイター』でのマイティコンボ。ビシャモンの「連ね斬り」のように自分そっくりの分身を作り出し、自分の手前から連続してラインダンスのように蹴り上げていく。
ESローリングスクラッチ
『頂上決戦 最強ファイターズ SNK VS. CAPCOM』の隠し必殺技。必殺技の「ESローリングスクラッチ」とほぼ同等。なお、同作ではフェリシアの性能が『セイヴァー』準拠となっているため、通常版の「ローリングスクラッチ」は使用できない。
スーパーサンドスプラッシュ
『MvC2』専用のハイパーコンボ。押し寄せる波のように砂が流れ込み、相手に連続ヒットする「サンドスプラッシュ」の強化版。
Wシャイニングウィザード
『NAMCO x CAPCOM』でのMA攻撃。パートナーのキングと共にプロレス技のシャイニングウィザードを繰り出す。

## 特殊なダメージモーション
ミッドナイトブリス（デミトリ）
白いパーティードレスを着て、セクシーポーズをとる。
王家の裁き（アナカリス）
2足歩行の猫になる。
とが首さらし（ビシャモン）
ダンボール入りの捨て猫と化す。
サングェ＝パッサーレ（ジェダ）
尾の先が膨れる。

## 登場ゲーム作品
- ヴァンパイアシリーズ
  - ヴァンパイア
  - ヴァンパイア ハンター
  - ヴァンパイア セイヴァー
  - ヴァンパイア ハンター2
  - ヴァンパイア セイヴァー2
  - ヴァンパイア セイヴァー EX エディション
  - ヴァンパイア クロニクル for Matching Service
  - ヴァンパイア クロニクル ザ カオスタワー
  - ヴァンパイア ダークストーカーズコレクション
- VS.シリーズ
  - MARVEL VS. CAPCOM 2 NEW AGE OF HEROES
  - MARVEL VS. CAPCOM 3 Fate of Two Worlds
- その他
  - スーパーパズルファイターIIX
  - ポケットファイター
  - CAPCOM FIGHTING Jam
  - フェリシアのマジカルステップ（携帯アプリ）
  - 鬼武者Soul
  - オトレンジャー
  - ストリートファイター パズルスピリッツ
  - ストリートファイター バトルコンビネーション
- 背景での出演
  - ストリートファイターZERO2
    - サンフランシスコ湾（U.S.A.） - ケンステージの豪華客船でプールに浸かっている。

  - ストリートファイターIII（および2nd Impact）
    - 日本 温泉旅館 - 『エイリアンVSプレデター』のリン・クロサワと『ストリートファイター』シリーズの春麗と共に温泉に浸かっている。髪の色が金髪になっている[1]。
- 他社とのクロスオーバー
  - NAMCO x CAPCOM
  - 頂上決戦 最強ファイターズ SNK VS. CAPCOM
  - SNK VS. CAPCOM 激突カードファイターズシリーズ
  - クロスエッジ
  - PROJECT X ZONE 2:BRAVE NEW WORLD
  - クイーンズブレイド リミットブレイク[2]

## 声の出演
- 荒木香恵（現：荒木香衣）（一部を除くほぼ全てのゲーム作品）
- 野上ゆかな（現：ゆかな）（OVA『THE ANIMATED SERIES ヴァンパイアハンター』、ドラマCD『ヴァンパイアハンター The Animated Series』）
- 小桜エツ子（現：小桜エツコ）（ドラマカセット ヴァンパイア ハンター『ダークネスミッション 〜特選バター醤油味〜』、『ヴァンパイア・ナイト 〜お笑い夜の祭典〜』）
- 丹下桜（ドラマCD『電撃CD文庫EX ヴァンパイア 〜ザ ナイト ウォーリアーズ〜』）
- 阿澄佳奈（『MARVEL VS. CAPCOM 3』日本語音声、『鬼武者Soul』、『PROJECT X ZONE 2:BRAVE NEW WORLD』）

## 備考
- 初期のデザイン案ではモリガンが「かわいい」で、フェリシアが「セクシー」のコンセプトだった。しかし、途中から路線が変わり、そのコンセプトが逆になった。
- 初期案では尾が5本に分かれていたり、顔が猫そのものな「化猫」的デザイン案も存在した。
- 『ハンター』までのホームステージはアメリカ大都会ビルの屋上。『セイヴァー』では基本的にホームステージは設定されていないが、ビルの側面をモチーフとしたステージ「TOWER OF ARROGANCE（驕りの塔）」で多く登場する。
- 『セイヴァー』以降は対アナカリス限定の試合開始前イントロにおいて、アナカリスの棺の上に乗った状態で登場する演出がある。
- 『MvC2』では、シスターの格好をして花壇に水をあげる戦闘前デモがある。これは『セイヴァー』でのエンディングを踏まえた上での演出。
- カプコンの有料携帯サイト「ケータイカプコン」では、フェリシアを主役にしたパズルゲーム『フェリシアのマジカルステップ』が配信されていた。
- 『ポケットファイター』では恋愛物の映画に出たいと熱望し、伝手のありそうなケンを訪ねるが、コネとして紹介された相手がアクションスターのフェイロンだったため、アクション映画に出演する羽目になりケンに怒っていた。『PROJECT X ZONE 2:BRAVE NEW WORLD』でもこのネタが使われている。